# 總站

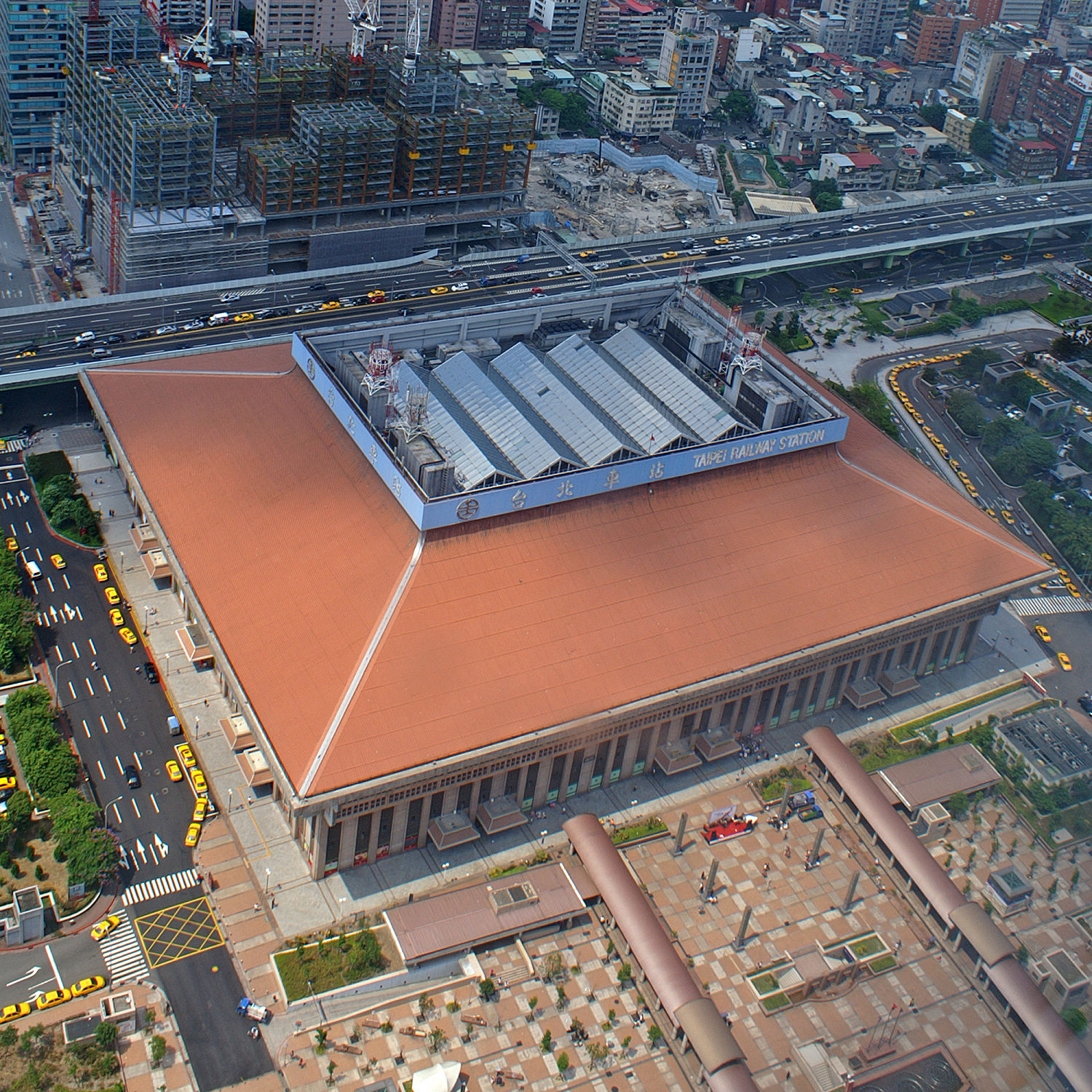
臺北市的臺北車站

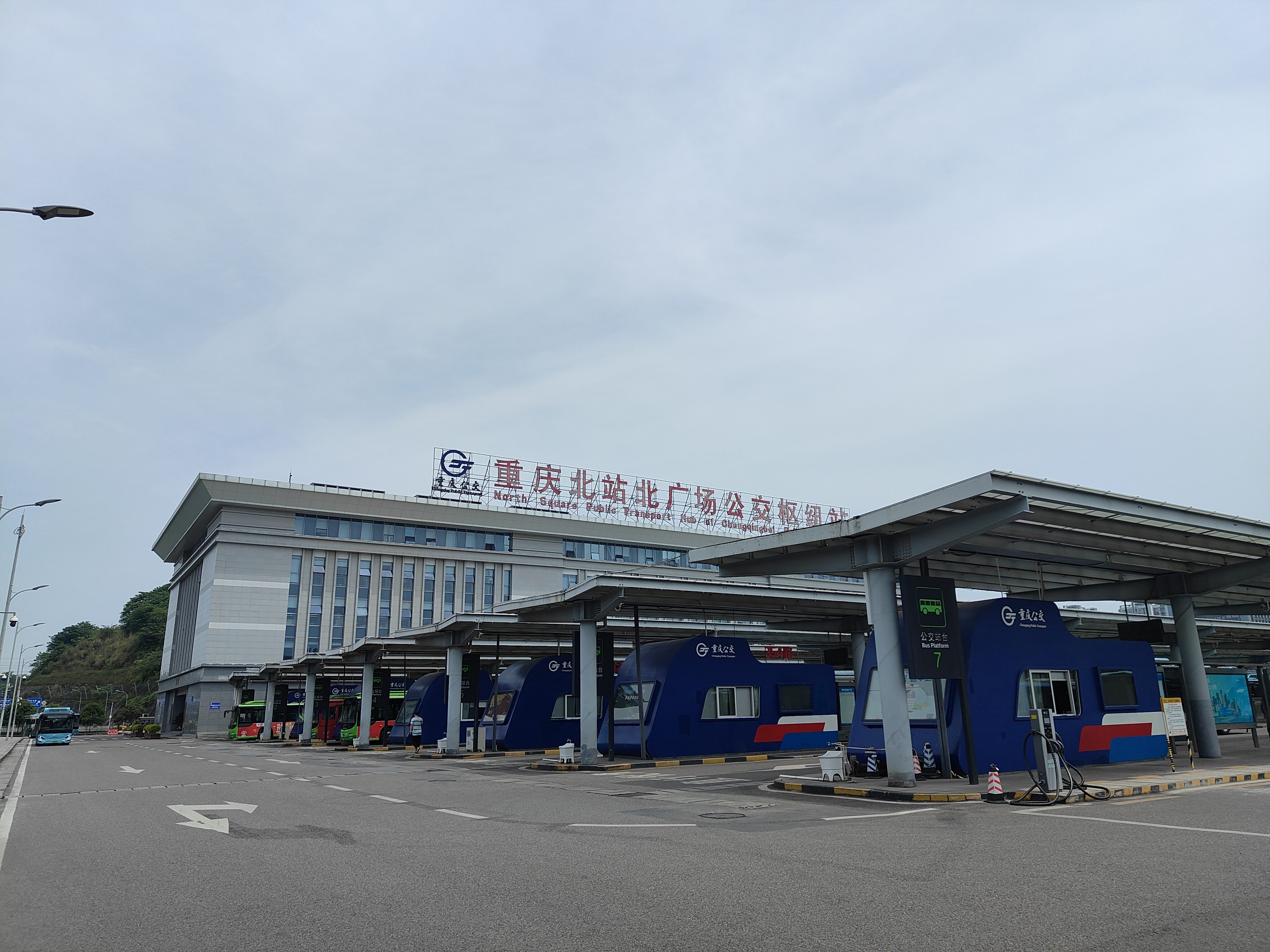
重庆市的一处公交总站

總站是公共汽車、鐵路列車等大眾運輸路線長時間停留的站點，或是指都市、城鎮等聚落的大眾運輸系統之樞紐，通常位於路線的起訖點、或沿線重要聚落及市街地。如為交通線路的起訖站，則又稱為始發站／起點站或終點站。包含有巴士總站、鐵路總站、地鐵總站。
總站通常是一棟超大型車站建築，並設有候車大廳（大堂）、商店街等複合式設施，與機場航廈相似。